# Helictopleurus nitidicollis
Helictopleurus nitidicollis là một loài bọ cánh cứng trong họ Bọ hung (Scarabaeidae).